# Kiischpelt
Kiischpelt är en kommun i Luxemburg.   Den ligger i kantonen Wiltz i distriktet Diekirch, i den norra delen av landet, 40 kilometer norr om huvudstaden Luxemburg. 
Administrativt centrum är Wilwerwiltz. 

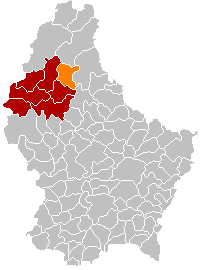
Kiischpelt markerad med orange i karta över Luxemburg